# Strongili
Strongili Kastelorizu ou Strongili ou Strongili Megistis (em grego:  Στρογγυλή Μεγίστης e em turco:  Çam Adası) também designada Ipsili, é uma ilha grega na parte oriental do mar Mediterrâneo, a cerca de cinco milhas náuticas a sudeste da ilha de Kastelorizo. Tem cerca de 1,5 km de comprimento e 700 m de largura. Cobre uma área de cerca de 0,9 km². É bastante plana e coberta por maquis. O ilhéu não tem habitantes mas conta com uma pequena base militar. 
Strongili é o extremo oriental da Grécia. Administrativamente, faz parte do município de Megisti. Em 2001 tinha ainda nove habitantes. Dispõe de um farol.